# جورج ویلیام ولا
جورج ویلیام ولا (انگلیسی: George William Vella؛ زادهٔ ۲۴ آوریل ۱۹۴۲) یک سیاست‌مدار اهل مالت است.